# Die furchtlosen Vier
Die furchtlosen Vier (bra: Os Quatro Aventureiros) um filme de animação alemão de 1997 sobre quatro animais engraçados que têm uma coisa em comum: eles querem cantar, mas não conseguem por vários motivos. Combinava animação tradicional com animação digital. O filme foi produzido pela Munich Animation e lançado pela unidade alemã Warner Bros. sob o selo Warner Bros. Family Entertainment.

## Sinopse
Era uma vez um galo, um burrinho, um cachorro e uma gata, que abandonam seus tristes lares em busca da fama. Os quatro novos e atrapalhados amigos formam uma banda, e a caminho de Paris perdem-se e vão parar em uma cidade onde a música é proibida. Juntos vão usar o seu talento, para que a alegria retorne à cidade.